# Thyone dura
Thyone dura is een zeekomkommer uit de familie Phyllophoridae.
De wetenschappelijke naam van de soort werd in 1908 gepubliceerd door René Koehler & Clément Vaney.

## Synoniemen
- Thyone alba H.L. Clark, 1938